# Földes Ferenc Gimnázium
A Földes Ferenc Gimnázium egy gimnázium Miskolc belvárosában. Az iskola jogelődei révén több mint 450 éves múltra tekint vissza. Mai formájában 1953-ban jött létre az 1729-ben alapított Fráter György Katolikus Gimnázium és az 1560 körül alapított Lévay József Református Gimnázium egyesítésével. Épülete 1911-ben készült el, a Hősök terén, a minorita templom szomszédságában. Az intézmény a város egyik legjobb gimnáziuma; négy- és hatosztályos képzést, valamint esti tagozaton felnőttképzést nyújt. A gimnázium 2024 szeptemberétől a Miskolci Egyetem gyakorlógimnáziumaként működik.

## Története

### A Lévay József Református Gimnázium
Miskolcon a 16. század közepén jelent meg a reformáció. Első iskolájukat 1560 körül alapították, ez az épület ma a Herman Ottó Múzeum papszeri épülete (maga az épület korábbi az iskolánál, legrégebbi részei 15. századvégiek). Az iskola egyházi vezetés alatt állt, de a város tartotta fenn. 1706-ban a labancok dúlásának áldozatul esett az iskola könyvtára, és a tanítás is szünetelt rövid ideig. 1731-ben királyi rendelet rendelte el, hogy a város segítse a református iskolákat, és működésüket is királyi engedélyhez kötötte, amit pénzhiány miatt nem tudtak megszerezni, ezért engedély nélkül működött tovább az iskola. Mária Terézia 1755-ös rendelete biztosította a szabad vallásgyakorlás jogát a protestánsoknak, így az iskola további működése is biztosítva volt. Az 1790-es években az épületet bővítették, ekkor lett emeletes. 1829-ben az iskola líceum rangra emelkedett.
Az 1848-as szabadságharc bukása után a városba bevonuló cári hadsereg feldúlta az iskolát. Az 1849/50-es tanév csak október 22-én kezdődött meg. A Habsburg-adminisztráció a minisztérium alá rendelte az iskolákat, a miskolci református gimnázium anyagilag is nehéz helyzetbe került, adományok és az egyház támogatása mentette meg. Az 1878-as árvíz megrongálta az épületet, újjáépítése után könyvtárral bővítették, majd 1881-ben az elemi iskola különvált a gimnáziumtól és a Palóczy utcába költözött. 1898-ban felépült az iskola új épülete a szomszédos telken, át is költöztek, a régi épületet a város megvásárolta.
1915-ben egy időre katonai célokra foglalták le az épületet, az iskola a Polgári Kaszinóban működött egészen őszig. A Tanácsköztársaság 1919-es rendelete államosította az iskolát, de a bukása után visszakerült az egyház kezébe. 1919-ben az iskola bekapcsolódott a tehetségmentő akcióba, azaz a tehetséges szegény falusi gyerekeket az egyház pénzén taníttatták. Az 1920-as években az iskola reálgimnázium lett. Az 1930-as évekre körülbelül 600 diák járt ide. Az iskola 1935-ben vette fel Lévay József nevét.
1944-ben, a német megszállás alatt az iskola épületét hadicélokra vették igénybe, és a tanítás a kollégiumban folyt, de 1945-ben az iskola visszaköltözhetett eredeti épületébe. 1948. július 15-én az intézményt államosították. 1950-től Mikszáth Kálmán nevét viselte. 1953 nyarán a Mikszáth gimnáziumot összevonták az ekkor már Földes Ferenc nevét viselő gimnáziummal. 1993-ban – régi épületében – ismét létrejött Miskolcon egy Lévay József nevét viselő gimnázium.

### A Miskolci Katolikus Fiúgimnázium
A másik jogelőd, a Miskolci Katolikus Fiúgimnázium a minorita rend iskolája volt. Kelemen Didák szerzetes alapította 1729-ben, az ellenreformáció idején, amikor a jezsuita rend szorgalmazta az iskolaalapítást, és a városban is egyre több katolikus és más felekezetű élt. A város adományozta a területet a ma közvetlenül az iskola mellett található minorita templom és rendház részére.
Az iskola első épülete egy kéthelyiséges, nádtetős épület volt a mai Kazinczy utcán, ami nincs messze az iskola jelenlegi épületétől. Itt 1730-ban indult meg a tanítás, eleinte elemi iskolai szinten, 1778-tól középiskolai szinten is. A 100-200 közt ingadozó diáklétszámú iskolának Mária Terézia 1751-ben odaadományozta a minorita templom és rendház melletti telket. Ezen 1752-ben épült először egy két tantermes vályogépület, majd 1777-ben egy hat tantermes épület. Ez 1843. július 19-én leégett a tűzvészben, de újraépítették. Az 1848-49-es szabadságharc eseményei során a tanítás a minoriták rendházában folyt, mert az épületben hadikórházat rendeztek be.
1848. október 9-én az iskolát négyosztályos algimnáziummá minősítették, aki tovább akart tanulni, az a református líceumban folytathatta tanulmányait. Az 1878-as miskolci árvíz súlyosan megrongálta az iskola épületét, több ezer kötetes könyvtára is elpusztult. Az oktatás egy ideig bérelt helyiségekben folyt a Kazinczy utcán. 1886. február 16-án az iskolát államosították, és innentől Királyi Katolikus Gimnáziumnak hívták. A tanulók létszáma a háromszorosára nőtt, újabb épületeket kellett bérelni. 1906-ban az intézmény megkapta a főgimnáziumi rangot.
A ma is használt épület építését 1910 júliusában kezdték meg Orczy Gyula tervei alapján, a Hősök terén. A város két telket adományozott a már meglévő mellett. 1911-re már elkészült, és megkezdődhetett a tanítás. 1914-től 1916-ig hadikórházként üzemelt az épület, a tanítás középületekben és a református gimnázium termeiben zajlott.
1922-ben az intézmény felvette Fráter György nevét; az előző évben ugyanis született egy rendelet, melynek értelmében a magyar középiskolákat híres magyar történelmi személyiségekről kellett elnevezni. Fráter neve mellett Nagy Lajos király és II. Rákóczi Ferenc neve merült fel. 1936-ban már 946 tanulója volt az iskolának, ennél többen Magyarországon csak a budapesti Állami Zrínyi Reálgimnáziumba jártak.
A második világháború alatt, az 1944. június 2-ai bombázás során bombatalálat érte az épületet, nyáron pedig a német katonaság foglalta le hadikórháznak. A tanítás az Érseki Leánynevelő Intézetben folyt (ma ez viseli Fráter György nevét). Az iskola 1945-ben költözhetett csak vissza. 1948-ban államosították, és Állami Fráter György Gimnázium lett a neve. 1949-ben ismét ki kellett költöznie, mivel a Minisztertanács az épületet átadta az újonnan megalakuló Nehézipari Műszaki Egyetemnek, a mai Miskolci Egyetem elődjének. A tanítás ekkor az Evangélikus Tanítóképző Intézet épületében folyt (a mai Kossuth Lajos Evangélikus Gimnázium). Az egyetem 1952-ben költözött ki az újonnan épülő Egyetemváros városrészbe, és a gimnázium – amely 1950. december 1-jén felvette Földes Ferenc nevét – visszaköltözhetett helyére.
1953-ban az iskolát összevonták a Mikszáth – volt Lévay református – fiúgimnáziummal Földes Ferenc Gimnázium néven, a Földes épületében.

### A Földes Ferenc Gimnázium

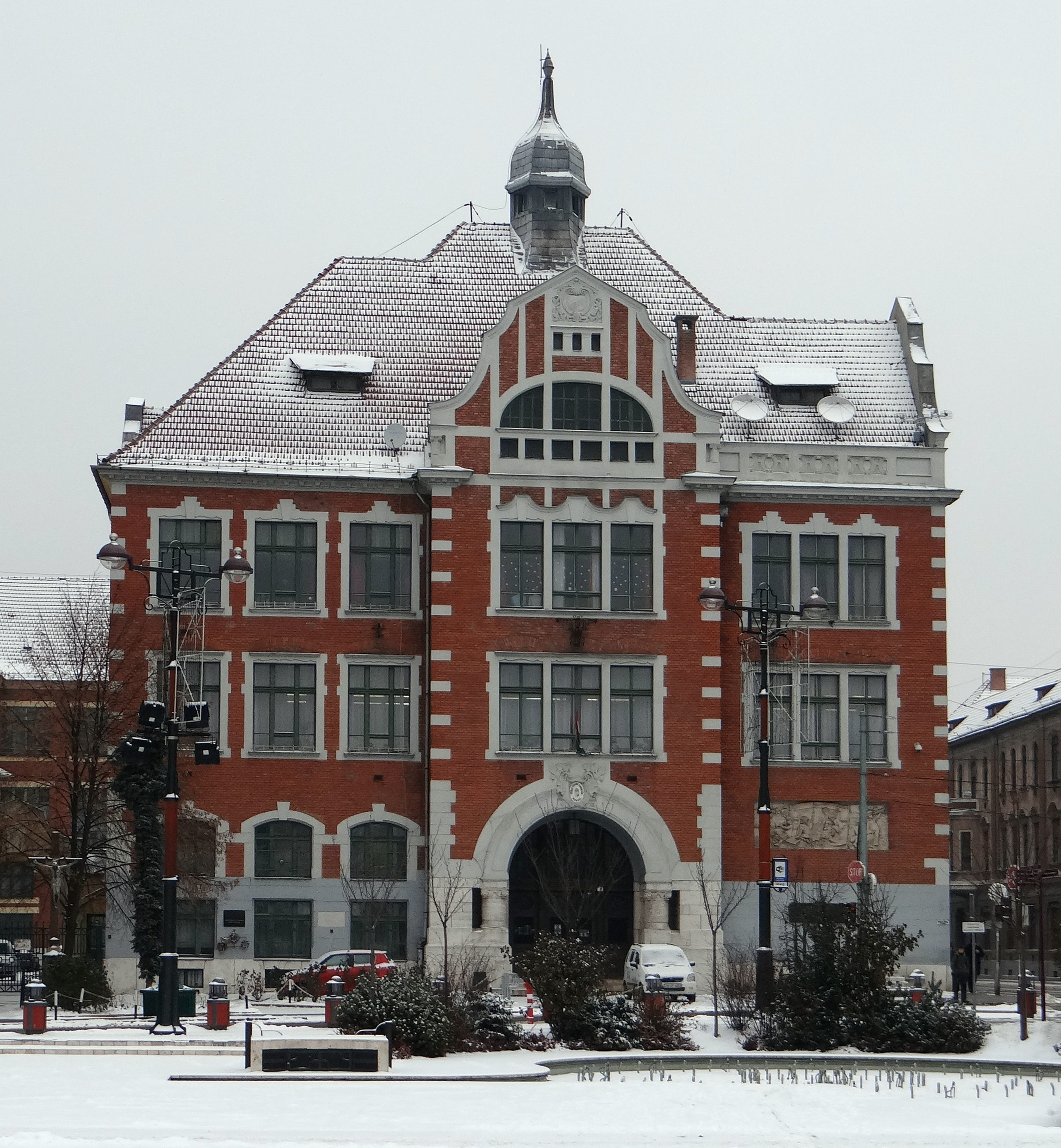
A Földes télen

1953-ban a Borsod-Abaúj-Zemplén Megyei Tanács egyesítette a két nagy múltú intézményt Földes Ferenc Gimnázium néven, és a Fráter György Gimnázium Hősök terén lévő épületében helyezte el az intézményt. Az iskola azóta is Földes nevét viseli, leszámítva az 1956-os forradalom idejét, amikor rövid ideig Széchenyi István nevét viselte.
Az 1991/92-es tanévtől beindult a hatosztályos képzés.
A 2000-es évek elején valóra vált az iskolavezetés régi terve, és az iskola és a mellette lévő minorita templom által közrefogott kis udvar egy részének beépítésével új szárny épült. Ez megoldotta a helyhiányt, amelyet az utóbbi években csak fokozott a hatosztályos képzés beindulása és az osztályok kisebb csoportokra bontása a nyelvi órákon. Az új szárnyban új tornaterem is helyet kapott, mely nagyobb és korszerűbb a három régi tornateremnél. Az épületszárnyat 2003 második felében adták át.
Az iskola hagyományai közé tartozik az évente megrendezett Földes-bál és Földes-est, illetve a Kulturális Nap.
Az iskola legendás hírű tanárai voltak többek közt: Pápay Sándor, Polányi Imre és dr. Szikszai József.
1985-ben Kalász László verset írt az iskoláról Az ősi miskolci gimnázium alapításának 425. évfordulójára címmel; az évfordulóra megjelent könyvben adták ki.
A rendszerváltás óta igen gyakran felmerül az iskola nevének megváltoztatása különféle, az iskolától független szervezetek részéről. Az 1990-es években az egyik jogelőd névadója, Fráter György nevének felvételét szorgalmazták, de ezt a nevet később felvette egy másik miskolci gimnázium, így a névváltoztatás kérdése lekerült a napirendről. 2011-ben a Széchenyi '56 Emlékbizottság nevű szervezet vetette fel az ötletet, hogy az 1956-ban pár hétig viselt Széchenyi István nevet vegye fel az intézmény, és az ötletet a helyi Fidesz és Jobbik is támogatta, de az intézmény dolgozói, diákjai és a város lakosságának túlnyomó többsége ellenezte. Ennek hatására a közgyűlés levette a napirendről az ügyet. Az ellenzék szerint a városvezetés bosszúhadjáratának része volt, hogy 2012-ben nem akarták meghosszabbítani az iskoláért kiálló Veres Pál igazgatói kinevezését. Veres Pál 2019. október 13-án Miskolc polgármestere lett; esélyes jelöltté válásában nagy szerepet játszott, hogy korábban már kétszer sikeresen szállt szembe a városvezetéssel. Helyére három pályázó jelentkezett: Fazekas Róbert az intézmény igazgatóhelyettese (megbízott igazgató), valamint az iskola egyik tanára, illetve egy, a Fidesz által támogatott jelölt. Végül 2021-ben kinevezték az intézmény élére Fazekas Róbertet.
2016. február 4-én a miskolci közgyűlés – a gimnázium vezetősége és a minorita rend tartományfőnöke javaslatára – úgy döntött, az iskola- és templomalapító Kelemen Didák tiszteletére a Hősök tere északi oldalát és az ebből nyugat felé kiinduló utcát őróla nevezi el. Ezzel a gimnázium címe Hősök tere 7-ről Kelemen Didák utca 5-re változott.
2024 augusztus elsejétől a gimnázium fenntartója a Miskolci Egyetem.
A 2025/26-os tanévtől kezdve a gimnázium nyolcosztályos képzést is indít.
Az intézmény igazgatói 1950-től:
- Tok Miklós (1950–1963)
- H. Kovács Mihály (1963–1965)
- Kálmán László (1965–1991)
- Kormos Vilmos (1991–1997)
- Veres Pál (1997–2019*)
- Fazekas Róbert (2019-tól megbízottként, 2021–)[17]

## Indított képzések

### Nyolc évfolyamos gimnáziumi képzés (2025/26-os tanévtől)
Általános tagozaton történik.

### Hat évfolyamos gimnáziumi képzés
- Hat évfolyamos általános képzés
- Hat évfolyamos speciális matematika tagozatos képzés

### Négy-, illetve öt évfolyamos gimnáziumi képzés
- Speciális matematika tagozat
- Emelt szintű fizika tantervű
- Emelt szintű biológia tantervű
- Emelt szintű kémia tantervű
- Nyelvi előkészítő (angol nyelv; 5 évfolyamos)
- Arany János Tehetséggondozó Program (5 évfolyamos)

## Híres öregdiákok
| Református Gimnázium (~1560–1953) - Adorján Imre (1920–2005) orvos, az Avasi Arborétum alapítója - Árva Pál (1887–1935) építészmérnök - Balogh Ferenc (1916–2003) urológus, egyetemi tanár - Bartus Ödön (1888–1950) festőművész - Bencsik István (1910–1998) pedagógus, főispán, államtitkár - Böszörményi József (1772–?) lelkész - Csáthy Szabó István (1834–1903) gyógyszerész, üzletember - Csetri Lajos (1928–2001) irodalomtörténész, a Szegedi Egyetem professzora - Csorba György (1869–1945) matematikus, fizikus, tanár - Dóczy Gedeon (1832–1911) pedagógus - Egressy Béni (1814–1851) zeneszerző - Egressy Gábor (1808–1866) színész - Farkas Bertalan (1847–1913 után) járásbíró, lapszerkesztő - Farkas Ottó (1930) kohómérnök professzor, a Miskolci Egyetem rektora - Fürész Jenő (1881-1944) bőrgyógyász, urológus, főorvos - Gránát József (1903–1982) hegedűművész és -tanár, énekkari karnagy (a katolikusba is járt, de itt végzett) - Gyöngyössy Sámuel (1833–1886) lelkész - Halmay Béla (1881–1953) jogász, polgármester (a katolikusba is járt, de itt végzett) - Hollay Bertalan (1930–2011) nótaénekes, színész - Horváth Károly (1812–1893) városi főjegyző, országgyűlési képviselő - Kovács Gábor (1854–1916) tanár - Kovács Gyula (1839–1861) költő - Kováts Dániel (1929–2023) tanár, irodalmár, helytörténész - Leszih Andor (1880–1963) muzeológus, numizmatikus - Lévay József (1825–1918) költő, műfordító, az MTA tagja - Lossonczy István (1883-1944) katonatiszt, politikus, közellátásügyi miniszter - Lukovich Aladár (1870–1943) országgyűlési képviselő - Nagy Ferenc (1880–1937) polgármester - Nyilas Ferenc (1886–1967) jogász, országgyűlési képviselő - Ormodi Bertalan (1836–1869) költő, hírlapíró - Papp László (1922–2020) festőművész - Perjéssy László (1906–1985) lelkész - Petró Kálmán (1888–1942) ügyvéd, országgyűlési képviselő - Porcs János (1838–1932) tanár, újságíró, politikus - Putnoky Gyula (1901–1985) orvos, szakíró - Sassy Csaba (1884–1960) költő, újságíró - Simon József (1807–1883) lelkész - Soltész Nagy Kálmán (1844–1905) polgármester - Solymossy Sámuel (1817–1882) lelkész, tanár - Stefán Mihály (1932—2009) kohómérnök, akadémikus - Stimm Lajos (1889–1943) építész - Sugár Ignác (1860–1917) jogász - Szilvássy Pál (1882–?) országgyűlési képviselő - Szűcs Miklós (1820–1886) jogász, publicista - Szűcs Sámuel (1819–1889) jogász, helytörténész, naplóíró - Szűcs Sándor (1872–1939) mérnök - Tálas Barna (1928–2019) sinológus - Terray Barnabás (1919–1991) irodalomtanár, Kölcsey-kutató - Tóth Pál (1843–1903) tanár, iskolaigazgató - Vécsey Zoltán (1892—1984) premontrei szerzetes, tanár, sakkszakíró - Zádor Tibor (1910–1988) tanár, a Herman Ottó Múzeum igazgatója - Zsutai János (1840–1871) költő, lantos, író Katolikus Fiúgimnázium (1729–1953) 1950-től Földes Ferenc Gimnázium - Bánky József (1930) zongoraművész, a Pécsi Egyetem professzora - Barabits Elemér (1921–2003) erdőmérnök, növénynemesítő - Bárány György (1922–2001) történész - Becze József (1922–1996) állatorvos, biológus - Bőhm Viktor (1900–1981) építész - Büchler József (1886–1958) politikus, a Nemzeti Bank alelnöke - Dayka Gábor (1769–1796) költő, pap, tanár - Dévald József (1925–1982) fül-orr-gégész - Fekete Sándor (1927–2001) író, újságíró, irodalomtörténész - Földesi József (1903–1975) sebész, kórházigazgató - Gyurkó István (1924–1990) zoológus, hidrobiológus, állatökológus, egyetemi tanár - Henszelmann Frigyes (1925–1990) vegyészmérnök, tanszékvezető egyetemi docens - Hevessy József (1931–2005) debreceni polgármester - Honti Béla (1905–1987) polgármester - Horváth Zoltán (1921–2004) kohómérnök - Isépy Tamás (1924–2004) jogász, politikus - Kalász László (1933–1999) költő - Ladó János (1918–2002) nyelvész, akadémikus, az Utónévkönyv szerzője - Lengyel Miklós (1802–1889) teológus, pap - Máriássy Gábor (1807–1871) püspök - Merza József (1932) matematikus - Miklósházy Attila (1931–2018) püspök - Nemky Ernő (1909–1986) erdőmérnök - Petőfi S. János (1931–2013) nyelvész, nyelvfilozófus - Pólay Elemér (1915–1988) jogász, jogtörténész, egyetemi tanár - Reisinger Ferenc (1880–1964?) Borsod vármegyei főispán - Répássy János (1844–1926) pedagógus, hitszónok, költő - Seregély István (1931–2018) egri érsek - Szalay Lajos (1909–2005) Kossuth-díjas grafikus - Szentiványi Andor (1925–2005) allergológus, immunológus, egyetemi tanár - Takács József (1911–1982) pap, teológus, egyetemi tanár - Tarczai Béla (1922–2013) fotóművész - Terray László (1924–2015) evangélikus lelkész - Thurzó Nagy László (1893–1982) író, újságíró, költő, zeneszerző - Vándor Sándor (1901–1945) zeneszerző - Voith Márton (1934–2018) kohómérnök, egyetemi tanár - Woynárovich Elek (1915–2011) hidrobiológus, halbiológus, az MTA doktora | Földes Ferenc Gimnázium (1953-tól) - Ablonczy Pál (1950–2012) orvos - Akác István (1935–1991) költő - Balajti Zsuzsanna (1965) pedagógus - Benkő Krisztián (1979–2015) irodalomtörténész, esztéta, műfordító - Bod Péter Ákos (1951) közgazdász, politikus, a Magyar Nemzeti Bank elnöke - Bodonyi Csaba (1943) építész - Bozó Andrea (1972) színésznő - Brády Zoltán (1940–2024) újságíró - Csobánka Zsuzsa (1983) író, költő - Dobrossy István (1946–2015) helytörténész, levéltáros - Dombovári Tibor (1956) természetfotós - Döbröczöni Ádám (1944) gépészmérnök, az ME dékánja - Farkas Félix (1960) politikus - Fazekas Róbert történelem-földrajz szakos tanár; az iskola igazgatója - Fridély László (1953) közgazdász, rádiós szerkesztő - Gaál Gyula (1958) közgazdász, politikus, MÁV-igazgató - Gőz István (1949) színész - Hajdu Imre (1947) író, újságíró - Hajdu Ottó (1959–2022) közgazdász, statisztikus, egyetemi tanár - Halmai Attila (1972) építészmérnök - Halmai László (1945–2013) fotóművész - Jagri József (1947) színész, színházigazgató, író - Jenei László (1964) író, szerkesztő - Kabdebó Lóránt (1936–2022) irodalomtörténész - Kékedi László (1966) fafaragó iparművész - Kerékgyártó László (1957) agrármérnök, politikus - Keresztury Tibor (1962) József Attila-díjas író, szerkesztő, irodalomtörténész - Kiss János (1967) ügyvéd, politikus - Koleszár Lajos (1948–2016) orvos, politikus, országgyűlési képviselő - Koncz Gábor (1938) színész - Korinthus Katalin (1953–2020) politikus - Koós János (1937–2019) énekes - Labancz Anna (1946–1970) ápolónő, gyilkosság áldozata - Lakatos István (1943) vegyészmérnök, az MTA tagja - László Zsolt (1965) színművész - Lenkey Zoltán (1936–1983) Munkácsy-díjas grafikusművész - Lévai Péter (1962) a HUN-REN Wigner Fizikai Kutatóközpont főigazgatója - Lódi György (1944) újságíró, televíziós szerkesztő-riporter - Lukács Sándor (1947) színművész - Málik Roland (1976–2011) költő - Major László (1944–2008) diplomata, újságíró, egyetemi oktató - Marosi Ernő (1940–2021) művészettörténész, az MTA tagja - Marosi Miklós (1942–2021) építész - Miklós Árpád (1955) pedagógus, országgyűlési képviselő - Molnár Anna (1950) színésznő, énekesnő - Mörk Leonóra (~1972) írónő - Oszlányi Gábor (~1964) fizikus - Patócs Béla (1952) vívóedző - Porkoláb Tibor irodalomtörténész - Schmidt Vera (1982) énekesnő, dalszerző - Simon Gábor (1972) ügyvéd, politikus - Somló István (1946–2012) színművész - Soós Ferenc (1935–2021) egyetemi adjunktus, túraszervező - Soós Győző (1948–2015) politikus - Szabó György (1947) közgazdász, politikus - Számadó László (1961) matematikatanár, tankönyvszerző - Szegedi Dezső (1953) színművész, rendező - Szerdahelyi Sándor (1933–2010) grafikus - Szunyogh László, megyei, majd városi főépítész - Tállai András (1959) államtitkár - Tiba István (1962) fogorvos, politikus - Tolnay Lajos (1948) kohómérnök, üzletember - Trócsányi Zoltán (1961) fizikus, az MTA tagja - Tvderdota György (1947) irodalomtörténész, egyetemi tanár - Urbán László (1959) közgazdász, országgyűlési képviselő - Varga László (1979) politikus, országgyűlési képviselő - Varga Rudolf (1950) író, költő, újságíró - Zimonyi Zoltán (1943) középiskolai tanár, szerkesztő, irodalomtörténész |

## Híres tanárok
| Katolikus Fiúgimnázium (1729–1953) 1950-től Földes Ferenc Gimnázium - Bíró Márton (igazgató) - Chvála Ferenc Kerubin (igazgató) - Demeczky Mihály (matematika, fizika) - Dudásy Antal (igazgató) - id. Gerevich Aladár (vívás) - Polgár György (görög, latin; igazgató) - Posch Jenő (magyar, latin, német) - Szontágh Tibor (rajz) - Xantus Gábor (földrajz, történelem) | Református Gimnázium (~1560–1953) 1950-től Mikszáth Kálmán Gimnázium - Apostol Pál (hittan) - Csáji Márton - Dálnoky Nagy Sámuel (poétika, latin, német) - Édes Albert - Finkei Pál - Kiss László (hittan) - Kovács Gábor (magyar, latin; igazgató) - Lévay József (magyar, latin) - Orbán József (görög, latin, történelem) - Pásztor Dániel (igazgató) - Tóth Benő (német) | Földes Ferenc Gimnázium (1953-tól) - Árokszállásy Zoltán (biológia, földrajz, kémia) - Dusza Árpád (számítástechnika) - Hevesi Attila (földrajz, biológia) - Horváth Mária (rajz) - Huszti Vilmos (latin, német) - Imreh Zsigmond (rajz; igazgató) - Pápay Sándor (magyar, történelem) - Szűcs Tamás (magyar, történelem) - Temesvári Miklós (magyar, angol) - Szikszai József (matematika) - Veres Pál (matematika, fizika, számítástechnika; igazgató) - Zámborszky Ferenc (fizika; igazgatóhelyettes) |